# Waimea (hrabstwo Kauai)
Waimea – jednostka osadnicza w Stanach Zjednoczonych, w hrabstwie Kauaʻi.